# いわき市常磐市民会館
いわき市常磐市民会館（いわきしじょうばんしみんかいかん）は、かつて福島県いわき市にあった多目的ホール。
2023年3月末に閉館している

## 概要
1967年4月開館。

座席数1,108席を有し、主にコンサートや講演会に利用されている。

## アクセス
- JR常磐線湯本駅より約0.9㎞。
- 新常磐交通のバスで関船下車、約0.5㎞。
- 駐車場が50台分設けられており、車での来場も可能。

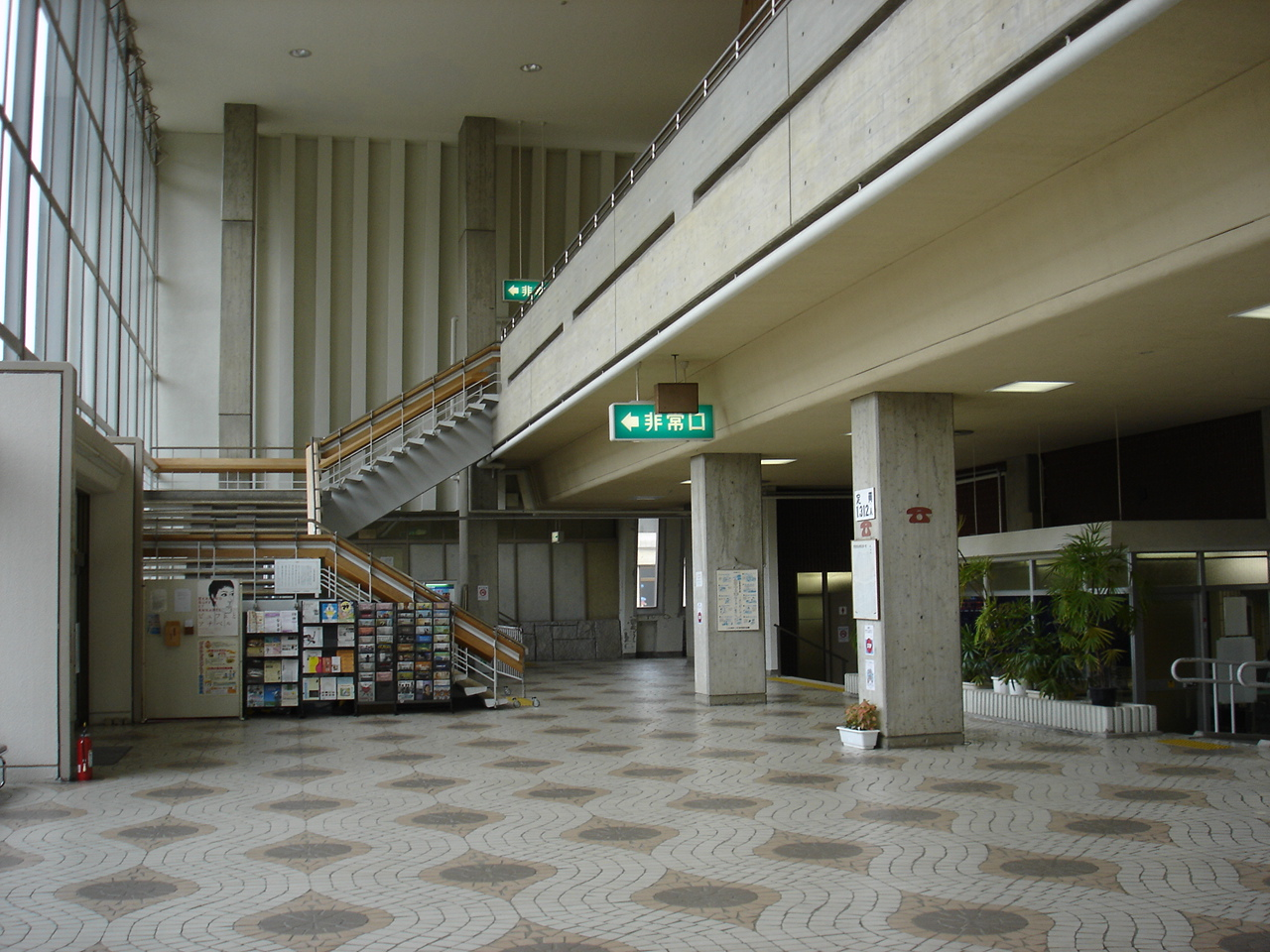
ホワイエ

## その他
- 以下の施設が隣接している。
  - いわき市立常磐公民館
  - いわき市立常磐図書館
  - いわき市常磐少年センター
- 旧平市民会館にて使用されていた緞帳（棟方志功作画）が移設され、舞台で用いられている。
- 2007年より、指定管理者による管理運営が行われている。